# بیچوود کنیون (لس آنجلس)
بیچوود کَنیون (به انگلیسی: Beachwood Canyon) یکی از محله‌های منطقه‌ی هالیوود هیلز در کلانشهر لس‌آنجلس واقع در ایالت کالیفرنیای آمریکا می‌باشد. این محله به دلیل مشرف بودن به نشان هالیوود، شهرت یافته است.